# ژان فرناندز
ژان فرناندز (انگلیسی: Jean Fernandez؛ زادهٔ ۸ اکتبر ۱۹۵۴) مربی فوتبال اهل فرانسه است.
از باشگاه‌هایی که در آن بازی کرده‌است می‌توان به المپیک مارسی و بوردو اشاره کرد.